# Sapajus cay
Sapajus cay är en art i taxonet kapuciner som förekommer i centrala Sydamerika. Populationen listades en längre tid som underart eller synonym till mösskapucin (Sapajus/Cebus apella) och sedan tidig 2000-talet godkänns den som art.

## Utseende
Djuret når en kroppslängd (huvud och bål) av 40 till 45 cm, en svanslängd av 41 till 47 cm och en vikt av 3,0 till 3,5 kg. Kännetecknande är gråbrun päls på axlarna, på överarmarnas utsida, på sadeln, på stjärten och på de övre låren. Andra delar av ovansidan har varierande brun färg. Typiskt är dessutom en mörk längsgående strimma på ryggens topp. Liksom andra nära besläktade apor har den två tofsar på hjässan som liknar breda horn. I ansiktet förekommer några vita ställen. Nedre delarna av extremiteterna bär mörkare päls och de nästan nakna händerna och fötterna är svarta.

## Utbredning
Utbredningsområdet ligger i de brasilianska delstaterna Mato Grosso och Mato Grosso do Sul, i östra Bolivia, i östra Paraguay och i angränsande områden av norra Argentina. Habitatet utgörs av fuktiga tropiska skogar som är delvis lövfällande. Sapajus cay vistas i större skogar och i galleriskogar där busksavanner ansluter. Arten lever i kulliga områden och i bergstrakter upp till 1500 meter över havet.

## Ekologi
Under regntiden äter arten främst unga skott av blad. Dessutom ingår frukter, frön, blommor, nektar och smådjur i födan. Flockar som vandrar på grenar ovanför vattendrag tappar ofta frukter som Guarea guidonia och Zanthoxylum riedelianum i vattnet. Därför vistas fruktätande fiskar som arter av släktet Brycon i närheten.
Allmänt antas levnadssättet vara lika som hos andra kapuciner.

## Status
I Paraguay jagas några exemplar för köttets skull av ursprungsbefolkningen och några individer fångas och hölls som sällskapsdjur. I Brasilien utgörs hotet främst av skogsbränder och skogsröjningar för att etablera jordbruksmark, kraftverk eller trafikstråk. Beståndet är uppdelad i flera från varandra skilda populationer vad som ökar risken för inavel. Sapajus cay kan anpassa sig till en del förändringar och hela beståndets minskning är inte akut. Arten listas av IUCN som livskraftig (LC).